# Myotis chinensis
Myotis chinensis — вид роду Нічниця (Myotis).

## Поширення, поведінка
Проживання: Китай (Юньнань); Гонконг; М'янма, Таїланд, В'єтнам. Він знаходиться в широкому діапазоні середовищ існування від низовин до гір. Як відомо, зимують в печерах.